# ژول ترینیته
ژول ترینیته (فرانسوی: Jules Trinité‎؛ ۲۲ دسامبر ۱۸۵۶ – ۱ ژانویهٔ ۱۹۲۱) تیرانداز اهل فرانسه بود.